# Alex Gaudino
Alessandro Alfonso Fortunato Gaudino (n. 23 ianuarie 1970), cunoscut după numele de scenă Alex Gaudino, este un DJ și producător muzical italian.

## Discografie

### Albume de studio
| Titlu          | Detalii album                                                                            |
| -------------- | ---------------------------------------------------------------------------------------- |
| My Destination | - Lansat: 6 October 2008 - Label: Universal Records - Format: CD, music download         |
| Doctor Love    | - Lansat: 12 March 2013 - Label: Happy Records, Ultra Music - Format: CD, music download |

### Single-uri

#### Ca artist principal
| 2006                                                       | "Reaction" (featuring Jerma)                      | —  | — | —   | —  | — | —  | —  | —  | —  | —  | My Destination |
| 2007                                                       | "Destination Calabria" (featuring Crystal Waters) | 12 | 3 | 2   | 2  | 6 | 2  | 14 | 31 | 10 | 4  | My Destination |
| 2007                                                       | "Que Pasa Contigo" (featuring Sam Obernik)        | —  | — | 50  | 58 | — | —  | 66 | —  | —  | —  | My Destination |
| 2008                                                       | "Watch Out" (featuring Shèna)                     | 12 | — | 52  | 59 | — | 23 | 12 | 43 | —  | 16 | My Destination |
| 2010                                                       | "I'm In Love (I Wanna Do It)"                     | —  | — | 25  | 56 | — | 44 | 46 | 52 | —  | 10 | Doctor Love    |
| 2011                                                       | "What A Feeling" (featuring Kelly Rowland)        | —  | — | 32  | 60 | — | 38 | 66 | 21 | —  | 6  | Doctor Love    |
| 2012                                                       | "I Don't Wanna Dance" (featuring Taboo)           | —  | — | 34  | 52 | — | —  | —  | —  | —  | —  | Doctor Love    |
| 2013                                                       | "Playing With My Heart" (featuring JRDN)          | —  | — | 102 | 61 | — | —  | —  | —  | —  | —  | Doctor Love    |
| 2013                                                       | "Is This Love" (featuring Jordin Sparks)          | —  | — | —   | —  | — | —  | —  | —  | —  | —  | Doctor Love    |
| 2013                                                       | "Beautiful" (featuring Mario)                     | —  | — | —   | —  | — | —  | —  | —  | —  | —  | Doctor Love    |
| "—" denotes single that did not chart or was not released. |                                                   |    |   |     |    |   |    |    |    |    |    |                |